# Ellipteroides (Progonomyia) thiosema
Ellipteroides (Progonomyia) thiosema is een tweevleugelige uit de familie steltmuggen (Limoniidae). De soort komt voor in het Neotropisch gebied.